# 工业灾难
工業災難是指由工業企業的疏忽、玩忽職守等造成的災難。

## 歷史
其中比較著名的有：
- 烏克蘭:
  - 1986年4月26日切尔诺贝利核事故
- 印度：
  - 1984年12月3日博帕爾事件[1]
- 日本：
  - 日本四大公害病
    - 水俁病
- 中国：
  - 2005年吉林化工廠爆炸
  - 2007年4月18日辽宁钢厂钢水包脱落事件
- 台灣：
  - 飛歌事件
  - 臺灣美國無線電公司污染案

## 外部連結
- International Campaign For Justice in Bhopal （页面存档备份，存于）
- Bhopal Medical Appeal （页面存档备份，存于）
- Bhopal Gas Tragedy Relief & Rehabilitation Department, The official website of the Government of Madhya Pradesh
- Bhopal Information Center （页面存档备份，存于）, Union Carbide